# SRF (белок)
Фактор реагирования на сыворотку (англ. Serum response factor, сокращённо SRF) является членом семейства транскрипционных факторов MADS-box. SRF является вездесущим и высококонсервативным фактором транскрипции, который влияет на обширный список из более чем 8000 генов-мишеней, включая собственный ген в качестве основной мишени. Он обычно связывается с консервативными последовательностями, так называемого элемента ответа сыворотки (SRE), которые в основном расположены в промоторных областях генов мышц и факторов роста.  Ген кодирующий SRF у человека расположен на хромосоме 6p21.1 и состоит из семи экзонов. Известно четыре варианта сплайсинга SRF, причем самый большой вариант содержит все 7 экзонов.
Белок SRF массой 67 кДа содержит 508 аминокислот и состоит из домена активации транскрипции и эволюционно законсервированного MADS-бокса с ДНК-связывающим доменом, доменом димеризации и несколькими доменами, связывающими кофакторы.
Развитие сердца во время эмбриогенеза позвоночных зависит от SRF, поскольку этот фактор необходим для образования саркомеров и первого сердечного сокращения.